# Libera università della politica
La Libera Università della Politica (LUP) è un'associazione nata a Palermo nel 1994, su iniziativa di padre Ennio Pintacuda e sulla scia del rinnovamento sociale e politico della cosiddetta Primavera di Palermo. 
Alcuni tra i protagonisti di questo periodo di “rigenerazione” della politica come Alfredo Galasso e Michelangelo Salamone insieme con Pintacuda, Diego Novelli e Giuseppe Gambale, soci fondatori della LUP, intendevano con questa associazione costruire un ambito stabile per lo studio e l'analisi dei processi di cambiamento che andavano maturando e per la formazione politica della nuova classe dirigente.

## Obiettivi
La finalità principale dello statuto dell'associazione è imparare a gestire la cosa pubblica per il bene comune. L'associazione impegna i soci a realizzare corsi, seminari, stage di formazione politica per preparare coloro che intendono impegnarsi direttamente nelle istituzioni, quelli che già vi operano e tutti quelli che sono interessati alla conoscenza delle discipline riguardanti il settore politico, economico e socio-culturale.
Inoltre l'associazione fornisce un servizio integrato e interdisciplinare per:
- Progettazione, organizzazione e gestione di formazione, centri d'assistenza e orientamento allo studio, al lavoro, allo sviluppo economico, iniziative di produzione e diffusione editoriale;
- Studi di fattibilità e di sviluppo sostenibile;
- Promozione del partenariato per lo sviluppo locale nei paesi;
- Vari gradi di progettazione e assistenza sui bandi comunitari;
- Prestazioni di servizio concreti agli “attori” dello sviluppo economico, alle imprese, alla pubblica amministrazione, agli enti e società da essa partecipati.
- Formazione professionale
- Formazione del personale delle pubbliche amministrazioni
- Studi di pianificazione
- Progettazione
- Problematiche della gestione
- Problematiche della ricerca e sviluppo
- Problematiche economiche-finanziarie
- Problematiche del personale compresa la formazione professionale
- Problematiche riguardanti lo sviluppo organizzativo dell'impresa
- Organizzazione e gestione di convegni, seminari, stage

## Storia
Costituita la Libera Università della Politica, padre Ennio Pintacuda ha assunto l'incarico di presidente dell'associazione e nel frattempo con l'ingresso di nuovi soci, Giacomo Greco, Piero Aiello, Roberto Caggia, Nicola Navarra, si è rafforzata la compagine tecnico-scientifica; la LUP ha proseguito fino alla fine degli anni '90 nella realizzazione degli stage di formazione politica a Filaga, modificandone gradualmente l'originaria impostazione, politicamente più militante, rendendo gli appuntamenti estivi un luogo di dibattito e confronto politico aperto a tutti.
Conclusa l'esperienza di Filaga, negli anni successivi e fino alla scomparsa del suo fondatore Pintacuda la Libera Università della Politica introduce nuovi soci, Pierluigi Matta, Maurizio Franco, Fabrizio Cappellani, Sandro Distefano e sposta il suo baricentro su Palermo. 
Dopo la scomparsa di padre Pintacuda (04/09/2005), il Consiglio Direttivo della Libera Università della Politica ha nominato presidente il prof. Alfredo Galasso, che fino a quel momento aveva ricoperto la carica di vicepresidente. Il 4 settembre 2006 viene inaugurata la sede di Catania di cui è responsabile il Dr. Sandro Distefano.
Dal 2009 un nuovo Consiglio Direttivo presieduto da Pierluigi Matta guida la LUP. Affianca il Direttivo nelle attività di guida culturale della LUP un Comitato Tecnico-Scientifico composto da studiosi ed esperti di elevata rilevanza e radicamento nella comunità accademica e nella società civile, presieduto dal 2009 da Maurizio Carta, prorettore dell'Università di Palermo. Al Comitato Tecnico-Scientifico è affidato il ruolo di individuare e approfondire le "tesi" che vengono annualmente discusse durante lo Stage di Filaga (oggi Alta Scuola di Formazione Politica).

### Filaga
Materialmente la LUP prende forma a Filaga, una frazione di Prizzi, dove nell'estate del 1992 e del 1993 si realizzano i primi due stage residenziali di formazione politica, il primo con il titolo a tema: L'altra Italia a confronto per un progetto politico-culturale ed il secondo con titolo a tema: Democrazia e solidarietà.
Non casuale la scelta del luogo; l'assenza d'adeguate strutture per accogliere l'organizzazione dello stage, i corsisti e i docenti che venivano da tutta l'Italia, un luogo nel quale tutto era approntato e realizzato per l'occasione, si prestava a rappresentare la metafora del desiderio del nuovo.
Ai primi due stage di formazione politica partecipano ministri e rappresentanti delle Istituzioni, leader politici nazionali e locali, sociologi, politologi, giornalisti.
Nelle ultime due edizioni di Filaga del 1997 e del 1998, con titoli a tema Progetto euro-mediterraneo: centralità della Sicilia nel ruolo dell'Italia e Dopo l'Euro l'Italia al centro del Mediterraneo, la Libera Università della Politica imposta un dibattito sul confronto culturale e politico tra Occidente ed Islam, evidenziandone le reciproche opportunità per lo sviluppo.
Contenuti e metodi di lavoro e valori che in seguito padre Pintacuda trasferirà anche nelle attività palermitane della LUP e nella sua contemporanea esperienza di Presidente del Ce.ri.s.di. (Centro Ricerche e Studi Direzionali).

### Palazzo Palagonia
Nel 2004 la LUP si trasferisce in una nuova sede più ampia ed attrezzata, all'interno del seicentesco Palazzo dei Principi di Palagonia, già sede della direzione generale del comune di Palermo e del museo enologico.